# Eichsel
Eichsel ist ein Ortsteil der Stadt Rheinfelden in Baden-Württemberg. Der Ort im Dinkelberg liegt rund acht Kilometer nördlich der Kernstadt Rheinfeldens, zu der es am 1. Januar 1974 eingemeindet wurde.

## Geografie

### Lage
Eichsel mit seinen zwei Siedlungskernen liegt auf einer Höhenlage des Dinkelbergs an der Landesstraße 139 auf dem Dinkelberg rund acht Kilometer vom Stadtzentrum Rheinfeldens entfernt. Nördlich benachbart liegt in etwa zwei Kilometer Entfernung der Stadtteil Adelhausen.
Die beiden separaten Teile Eichsels, Nieder- (355 m ü. NN) und Obereichsel (436 m ü. NN), liegen im Tal des Weidbachs bzw. auf einem Plateausporn und sind locker besiedelt und dem Gelände angepasste Straßendörfer. Durch Niedereichsel fließt der Dorfbach, an dessen Verlauf sich die längste Straße (Angerstraße) ausrichtet und die im späteren Verlauf die Dorfbachtalbrücke der A 98 unterquert. Das von der besiedelten Fläche deutlich größere Obereichsel liegt hauptsächlich westlich der L 139. Nur wenige Gebäude stehen östlich der L 139 am nördlichen Ortsausgang von Obereichsel.

## Geologie
Auf Eichsels Gemarkung sind in die Muschelkalktafel des Dinkelbergs zwei von Nord nach Süd ziehende tektonische Gräben eingesenkt, die allerdings in der Landschaft nicht als Einsenkungen erscheinen. Es handelt sich um schmale, mit eingesacktem Keuper und, diesem auflagernd, Restplatten von Unterjura (Lias) gefüllte Gräben, wie sie für den Dinkelberg charakteristisch sind. Sie sind im Zusammenhang mit der Rheingrabenbildung entstanden und zeugen von zerrenden Kräften senkrecht zur Grabenachse.
Der westliche Graben (Hüsinger Graben) setzt über Höllstein ein und erreicht die Gemarkung etwa beim ehemaligen Festenauhof (Feldkreuz). Hier bestätigen, wie weiter südlich beim Obmannsgrab, Unterjurakalke (Lias) im Wald den Verlauf des Grabens, der dann bei der Degerfelder Reibematt an der großen Lörrach-Degerfelder Verwerfung sein Ende findet. Der östliche Graben (Adelhauser Graben) kommt von Adelhausen her und erscheint über dem Ortskern von Obereichsel paradoxerweise als Rücken. Es müssen einst über eine längere Zeit Abtragungsverhältnisse geherrscht haben, bei denen widerstandsfähige Schichten im Graben der Abtragung trotzten, während außerhalb des Grabens leichter zu erodierende Sedimente abgeräumt wurden. Der widerständige Unterjurakalk, von dem eine unmittelbar nördlich Obereichsel lagernde Kappe (Auf der oberen Rütte) übrig geblieben ist, hat lange den Grabeninhalt vor der Abtragung geschützt. So entstand die hier zu beobachtende Reliefumkehr (wie auch auf der Gemarkung Adelhausen).
Niedereichsel liegt im Bereich des Adelhauser Grabens, der Dorfbach/Waidbach aber hat sein Tal unterhalb des Dorfes in den Muschelkalk westlich des Grabens eingefurcht. Er entspringt bei Adelhausen im Keuper des Hüsinger Grabens und gerät dann auf den Oberen Muschelkalk, so auf Eichsler Gemarkung bei der Steigmatt. Abschwemmmassen im Talgrund verhindern hier das Versickern im Kalkgestein. Bei den ersten Häusern von Niedereichsel erreicht er den undurchlässigen Keuper des Adelhauser Grabens, den er aber schon beim Ortsausgang nach Degerfelden wieder verlässt.
Außerhalb der Keupergräben sind beide Ortsteile von einer Muschelkalklandschaft umgeben, die allerdings auf dem Schlückler, vom Mauerhau bis zum Nollinger Berg und im Spitzacker von den bunten Tonen des Keupers bedeckt und weitgehend bewaldet sind. Keupergebiet ist auch der westliche Gemarkungszipfel um den Siebenbannstein.
In den rissig-klüftigen Bänken und Platten des Oberen Muschelkalks versickern die Niederschläge und suchen sich in unterirdischen Gerinnen ihren Weg, was im löslichen Kalk zu typischen Karsterscheinungen führt: Dolinen finden sich beim Mauerhau und Spitzacker. Alle Tälchen, die zur Feldkapelle oberhalb Untereichsel herunterziehen, sind Trockentäler. Das Trockentälchen im Buhrenboden wird vom LGRB als schützenswertes Geotop aufgeführt.

## Geschichte

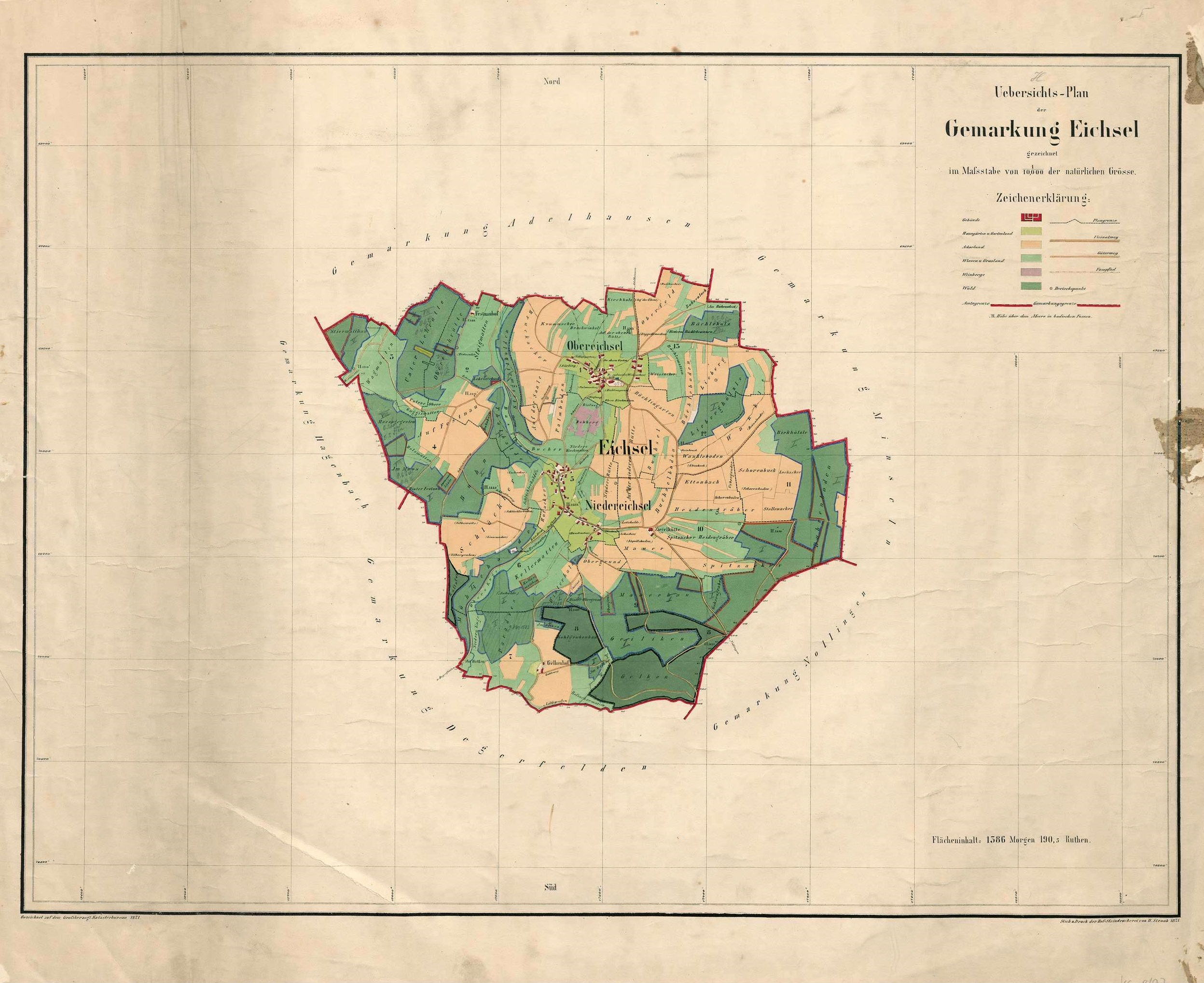
Karte von Eichsel, 1871

Der Ortsname geht auf das verloren gegangene althochdeutsche Wort Sol oder Sal zurück, der „nasse, sumpfige Stelle“ meint, womit Eichsel die Sol/Sal bei den Eichen bedeuten würde. Die Hünengräber zeugen von einer frühgeschichtlichen Besiedlung des Gebietes. In der Nähe des Mägdbrunnens und im Gewann Maueracker finden sich Zeugnisse aus der Römerzeit. Im Bereich des Gewanns Obmansgrab und bei der Kapelle von Niedereichsel hat man alemannische Reihengräber freigelegt.
Die Ersterwähnung von Eichsel fand 1242 statt.
Eichsel gehörte im 13. Jahrhundert nachweislich zur Herrschaft Rheinfelden und war seit König Rudolf im habsburgischen Besitz. Den Güterbesitz und die Einkünfte hatten vornehmlich Bürger von Rheinfelden. Zusammen mit anderen Orten auf dem Dinkelberg war Eichsel im 17. Jahrhundert zu einem gemeinsamen Gerichtsbezirk zusammengefasst. Nach der Übernahme durch das Land Baden 1806 kam der Ort zum Amt Beuggen, seit 1809 ist es Teil des Bezirksamts Schopfheim bzw. des Landkreises Lörrach.

## Politik

### Wappen
Die Blasonierung des ehemaligen Gemeindewappens lautet: In Silber an einem liegenden grünen Eichenzweig eine Eichel und zwei Blätter.
Nach einem Bericht aus dem Jahr 1859 soll das Wappen an den früheren Eichenwald erinnern. Als Gedenkzeichen war eine alte Eiche im Dorfkern zu finden, die Ende der 1970er Jahre bei Neugestaltung des Maienplatzes ersetzt wurde. Bereits im 19. Jahrhundert führte die Gemeinde als Siegelbild den Eichenzweig, 1902 wurde er vom Generallandesarchiv unter Farbgebung in einen Schild gestellt und so zum redenden Gemeindewappen.

### Ortschaftsrat
Eichsel hat einen eigenen Ortschaftsrat, der aus acht Mitgliedern besteht. Ihm steht der Ortsvorsteher vor, der zwei Stellvertreter hat.

## Bevölkerung und Religion

### Einwohner
Die Zahl der Einwohner Eichsels entwickelte sich wie folgt:
| Jahr | Einwohner |
| ---- | --------- |
| 1852 | 426       |
| 1871 | 372       |
| 1880 | 388       |
| 1890 | 314       |
| 1900 | 315       |
| 1910 | 308       |
| 1925 | 334       |

| Jahr | Einwohner |
| ---- | --------- |
| 1933 | 336       |
| 1939 | 314       |
| 1950 | 337       |
| 1956 | 318       |
| 1961 | 323       |
| 1970 | 459       |
| 2019 | 850       |

### Religion
Die Zugehörigkeit zu den Religionsgemeinschaften verteilte sich in der Vergangenheit wie folgt:
| Religionszugehörigkeit in Eichsel | Religionszugehörigkeit in Eichsel | Religionszugehörigkeit in Eichsel | Religionszugehörigkeit in Eichsel |
| Jahr                              | Religion                          | Religion                          | Religion                          |
| --------------------------------- | --------------------------------- | --------------------------------- | --------------------------------- |
|                                   | evangelisch                       | katholisch                        | sonstige                          |
| 1858                              | 0,0 %                             | 100,0 %                           | 0,0 %                             |
| 1925                              | 2,4 %                             | 97,0 %                            | 0,6 %                             |
| 1950                              | 5,6 %                             | 94,4 %                            | 0,0 %                             |
| 1961                              | 5,6 %                             | 93,8 %                            | 0,6 %                             |
| 1970                              | 20,0 %                            | 76,7 %                            | 3,3 %                             |

## Kultur und Sehenswürdigkeiten

### Sehenswürdigkeiten und Brauchtum

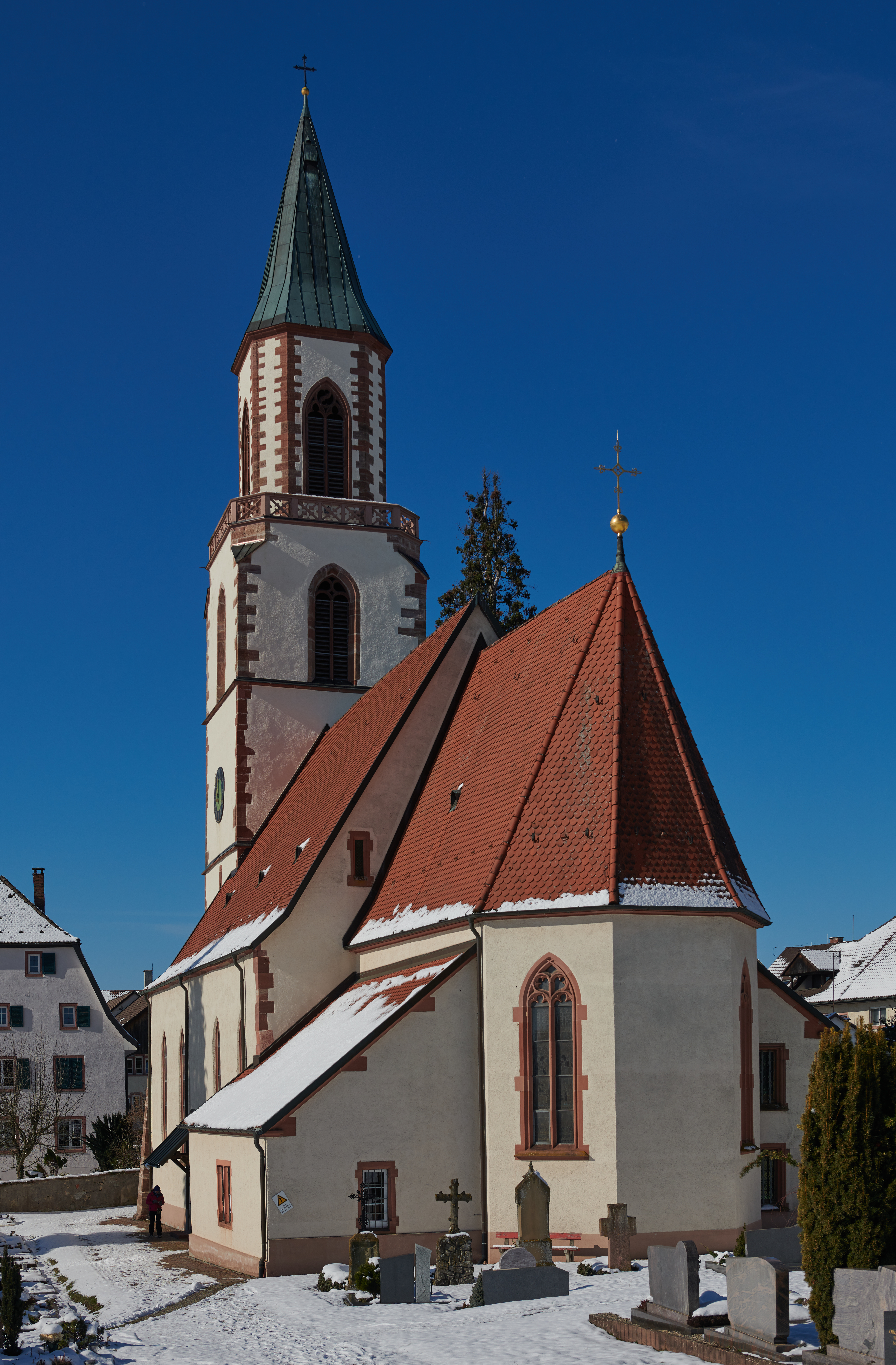
St. Gallus von der Chorseite

Im traditionell mehrheitlich katholischen Eichsel befindet sich die katholische Pfarrkirche St. Gallus. An diesem Standort am Friedhof ist bereits seit dem 13. Jahrhundert eine Kirche im Ort belegt. Die Kirche ist mehrfach umfangreich renoviert und umgebaut worden.
Auf eine mehrere Jahrhunderte alte Tradition geht der Eichsler Umgang zurück, der auf die Legende der drei heiligen Jungfrauen zurückgeht. Das Ereignis hat im Laufe der Zeit eine Wandlung von der reinen Wallfahrt und Prozession hin zu einem Volksfest und kleinem Markt mit religiösem Hintergrund entwickelt.
Westlich von der Kirche St. Gallus am Maienplatz befindet sich zur Erinnerung an die Legende der Jungfrauenbrunnen. Die Gebäude am Maienplatz sowie Kirche, Pfarrhaus und das südlich gelegene Gemeindezentrum bilden zusammen mit der benachbarten Dinkelbergschule das Dorfzentrum Obereichsels.
Am nordöstlichen Ortsausgang von Niedereichsel auf der Durchgangsstraße ins benachbarte Obereichsel befindet sich die 1892/93 errichtete Mutter-Gottes-Kapelle. Der Rechtecksbau ist außen mit Lisenen verblendet und von einem polygonalen Chor abgeschlossen. Das Satteldach ist chorseitig abgewalmt und an der Vorderseite als Wetterschutz vorgezogen. Auf dem Dach befindet sich ein kleiner Dachreiter ohne Glocke. Auf dem Altartisch befindet sich eine Marienstatue aus dem 15. Jahrhundert.

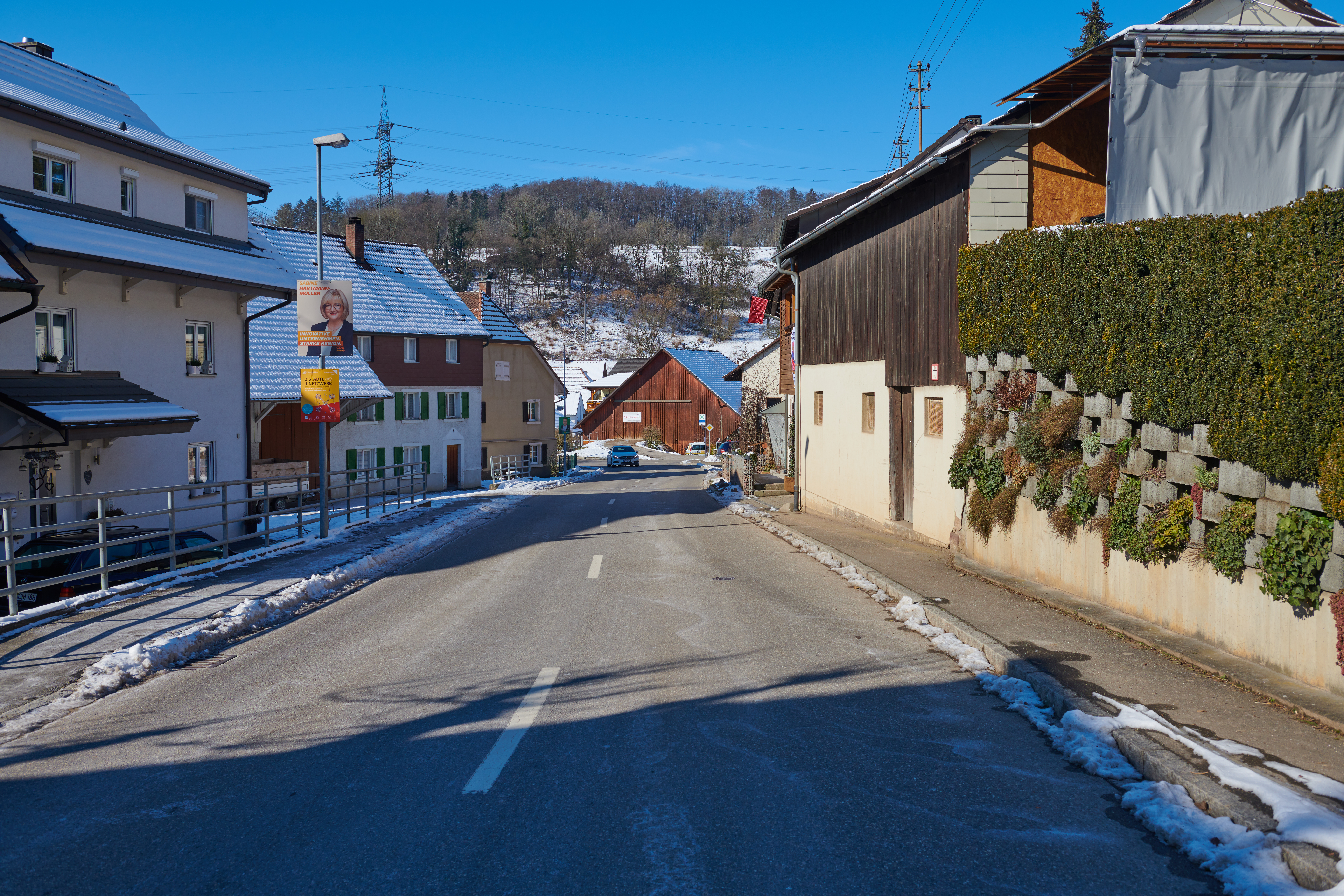
Niedereichsel
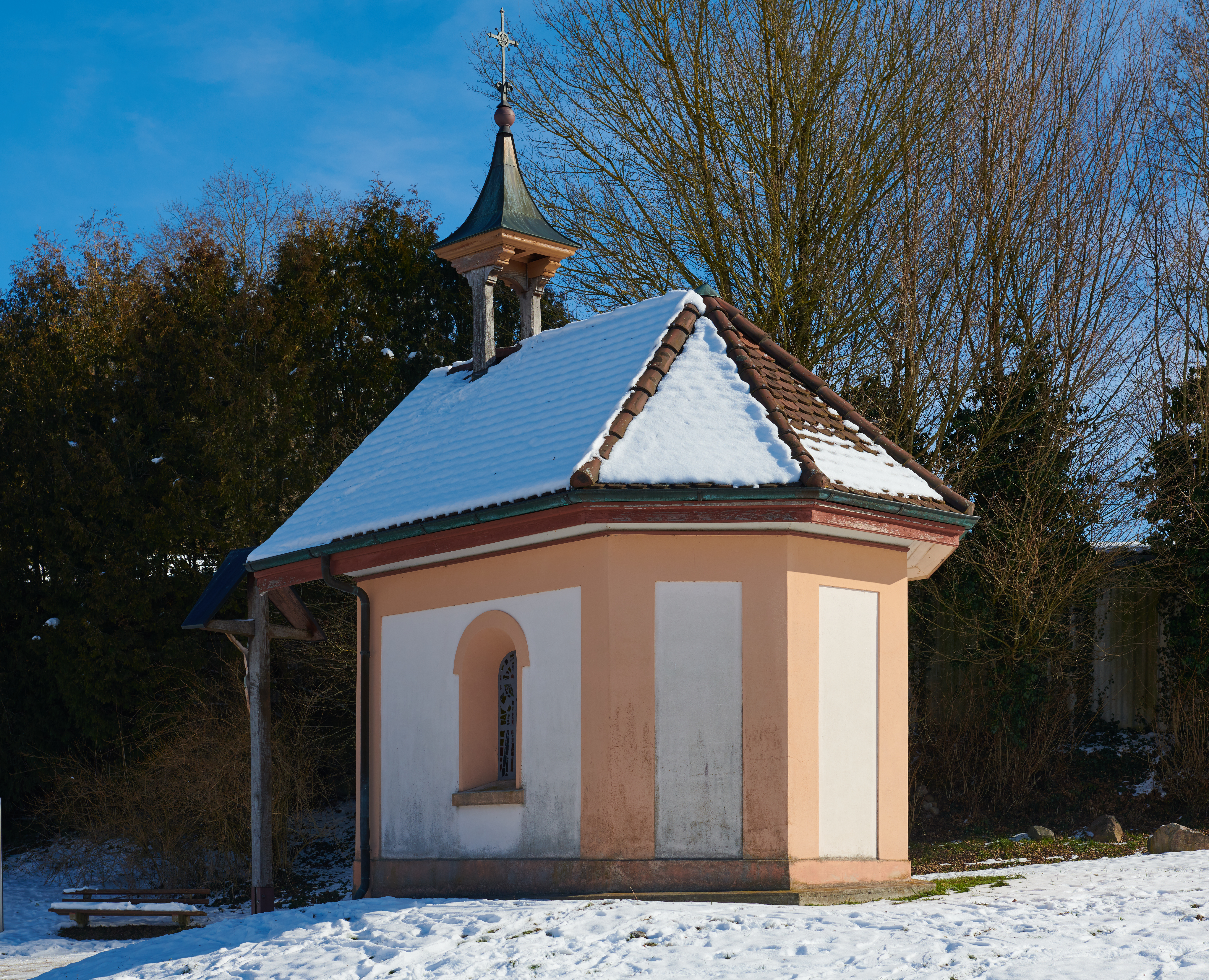
Mutter-Gottes-Kapelle
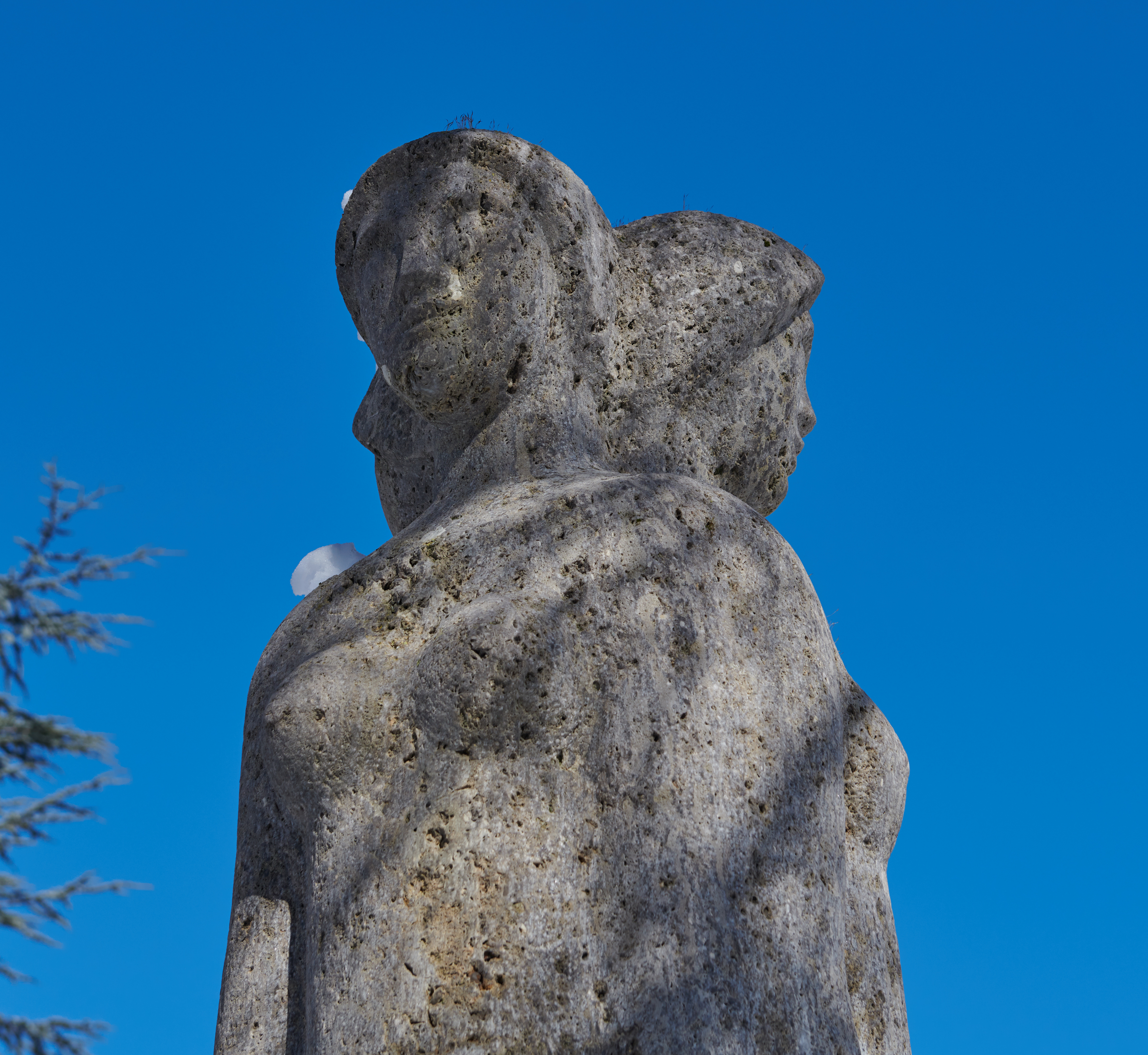
Detail des Jungfrauenbrunnens

### Vereine
Der am 7. Juni 1980 gegründete Sportverein Eichsel unterhält mehrere Abteilungen, darunter mehrere Fußball- und Tischtennismannschaften, sowie Abteilungen zu Aerobic, Zumba und Damengymnastik. Als Sportstätten wird neben der Sporthalle in Eichsel auch der Sportplatz verwendet. Am 1. Juli 1994 wurde ein eigenes Vereinsheim eingeweiht.
Seit 1989 existiert der Fasnachtsverein Dinkelberg Hexen Eichsel 1989 e. V.

## Infrastruktur

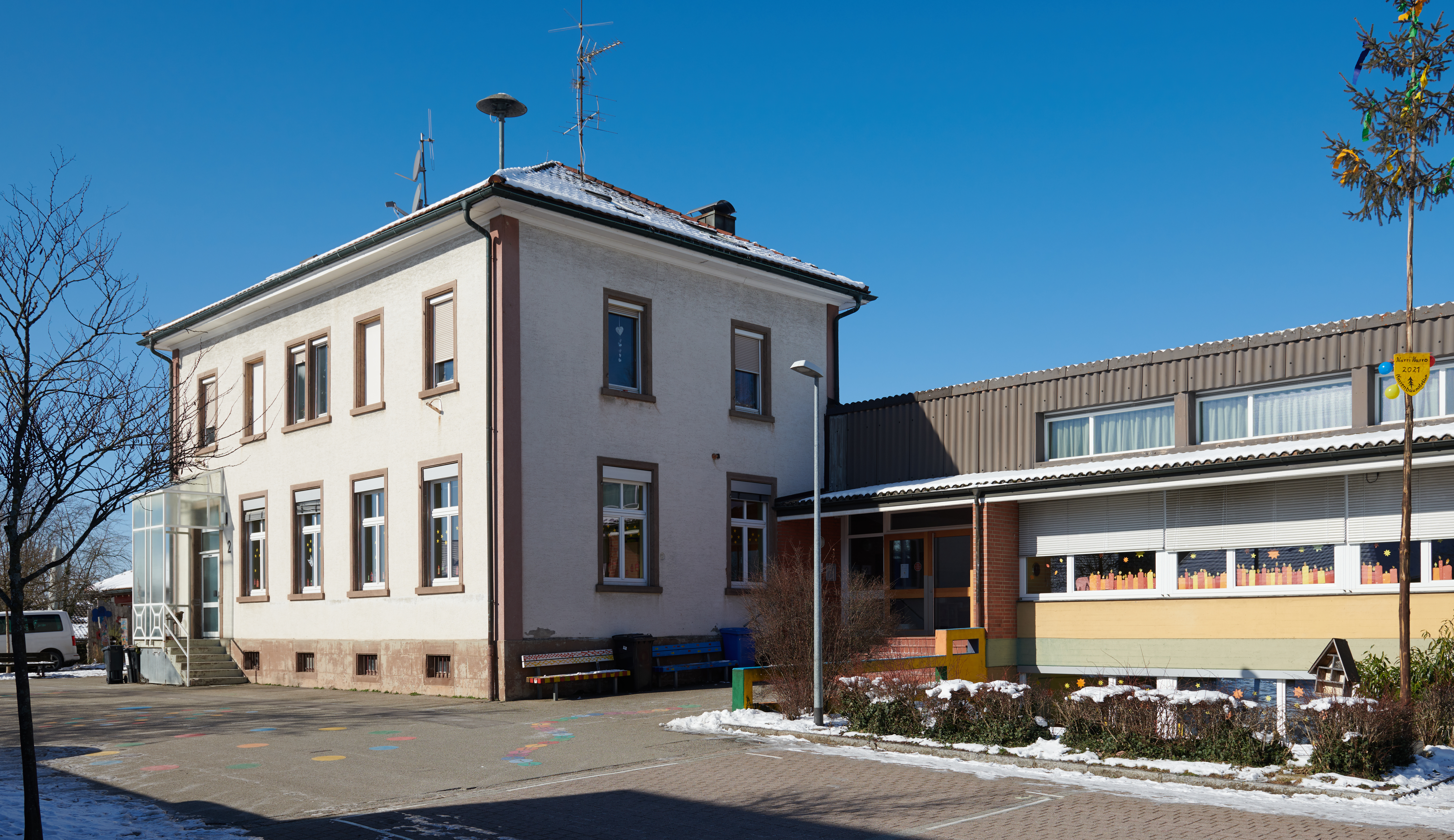
Dinkelbergschule

Die Dinkelbergschule ist eine Grundschule mit zwei Schulhäusern, dass neben dem Schulhaus in Eichsel eines in Minseln unterhält. Das Einzugsgebiet erstreckt außer auf die Standorte auch auf die Stadtteile Adelhausen und Ottwangen. Die elf Lehrkräfte unterrichteten 2020 rund 126 Schüler.
Im Bau des Gemeindezentrums integriert befindet sich das Feuerwehrhaus der Freiwilligen Feuerwehr Rheinfelden, Abteilung Eichsel. Diese 1936 gegründete Abteilung verfügt über zwei Fahrzeugeinheiten.

## Persönlichkeiten
Persönlichkeiten, die mit dem Ort Eichsel in Verbindung standen oder stehen:
- Kunigunde von Rapperswil, soll in Eichsel gelebt haben
- Edward H. Tarr (1936–2020), der Musiker lebte bis zu seinem Tod in Eichsel
- Paul Ibenthaler (1920–2001), der Maler und Bildhauer lebte bis zu seinem Tod in Eichsel
- Irmtraud Tarr (* 1950), die Musikerin lebt in Eichsel